# De Dion-Bouton Type IV
Der De Dion-Bouton Type IV ist ein Pkw-Modell aus der Zeit zwischen den beiden Weltkriegen. Hersteller war De Dion-Bouton aus Frankreich.

## Beschreibung
Das Modell erhielt am 22. September 1922 seine Zulassung von der nationalen Behörde. Es wurde während der Modelljahre 1923 bis 1924 in Frankreich und im Vereinigten Königreich angeboten.
Der Vierzylindermotor hat 70 mm Bohrung, 120 mm Hub und 1847 cm³ Hubraum. Er war damals in Frankreich mit 10 Cheval fiscal (Steuer-PS) eingestuft. Mit der OHV-Ventilsteuerung leistet der Motor 28 BHP, also etwa 28 PS. Wie so viele Fahrzeuge aus dieser Zeit hat es ein festes Fahrgestell, Frontmotor, Kardanantrieb und Hinterradantrieb. Das Getriebe hat vier Gänge. Gebremst werden nur die Hinterräder.
Für das erste Modelljahr sind 2970 mm Radstand und 1300 mm Spurweite angegeben. Danach wurde der Radstand auf 3095 mm verlängert.
Bekannt sind Aufbauten als Tourenwagen, Limousine und Landaulet.
Type IS mit SV-Ventilsteuerung, Type IT mit SV-Ventilsteuerung und Vierradbremsen und Type IW mit OHV-Ventilsteuerung und Vierradbremsen sind ähnlich, erhielten aber eigene Typencodes.